# Diocesi di Laodicea al Libano
La diocesi di Laodicea al Libano (in latino Dioecesis Laodicensis ad Libanum) è una sede soppressa e sede titolare della Chiesa cattolica.

## Storia
Laodicea al Libano, identificabile con il Tell Nebi Mend, 30 km. a sud di Homs in Siria, è un'antica sede vescovile della provincia romana di Fenicia Seconda nella diocesi civile d'Oriente. Faceva parte del patriarcato di Antiochia ed era suffraganea dell'arcidiocesi di Damasco, come attestato da una Notitia episcopatuum del VI secolo.
Sono tre i vescovi che Le Quien attribuisce a questa diocesi: Placone (o Placco o Flacco), che prese parte al concilio di Efeso nel 431; Valerio, che fu denunciato al concilio di Efeso del 449 come nestoriano e complice nell'ordinazione di Uranio di Emesa, e che intervenne al concilio di Calcedonia nel 451; e Giovanni, amico e corrispondente di Giovanni Damasceno.
Dal 1933 Laodicea al Libano è annoverata tra le sedi vescovili titolari della Chiesa cattolica; la sede è vacante dal 21 agosto 2012.

## Cronotassi

### Vescovi greci
- Placone † (menzionato nel 431)
- Valerio † (prima del 449 - dopo il 451)
- Giovanni † (prima metà dell'VIII secolo)

### Vescovi titolari
- Giovanni Battista Scapinelli di Leguigno † (28 agosto 1962 - 30 giugno 1971 deceduto)
- Paul Bassim, O.C.D. † (8 settembre 1974 - 21 agosto 2012 deceduto)